# Barbolla
Barbolla è un comune spagnolo di 215 abitanti situato nella comunità autonoma di Castiglia e León.